# Cima Vertana
La Cima Vertana (Vertainspitze in tedesco) è una montagna delle Alpi Retiche meridionali alta 3545 m s.l.m.

## Descrizione
Il corpo montuoso del Vertana sovrasta il paese di Solda dal lato opposto dell'Ortles, ovvero ad est. Il corpo montuoso presenta una pineta alla base e pascoli di bovini e ovini nella parte alta. Nella vallata che si apre a nord è situato il Rifugio Serristori, mentre la via normale per raggiungerlo parte dal lato opposto della montagna. Verso la cima sono visibili numerose formazioni di ardesia e di quarzi. 
La prima ascensione è di Julius Payer con Johann Pinggera e Veit Reinstadler nel 1865 dal versante sud. 

### Itinerari di salita
La roccia di Cima Vertana è famosa per essere incredibilmente friabile, le sue creste sono ammassi di blocchi accatastati e frequenti sono le scariche di sassi nelle ore più calde. Le numerose vie di salita, compresa la vecchia via normale "Walterweg" lungo la cresta nord-est, sono state da tempo abbandonate anche a seguito di gravi incidenti.

#### Via normale
L'itinerario di risalita normale parte dal sentiero N.11 situato all'estremità sud di Solda, e sale verso est lungo la Valle di Rosim. Il sentiero parte a quota 1.950 m. e attraversa una pineta fino a sbucare presso dei pascoli di bovini. Qui il sentiero sale lungo un fianco erboso della valle e sbuca ai Piani di Rosim, altro pascolo ricco di cardi. Qui si incrocia un sentiero proveniente dalla funivia "Pulpito", la cui stazione di arrivo è più a nord. Si prosegue dritti in direzione est verso la Vedretta di Rosim, si costeggia a sinistra il corpo di ghiaccio e, arrivati in cima, si attraversa parte del ghiacciaio fino a dove i serracchi lo permettono, quindi bisogna salire a sinistra lungo la pietraia. A questo punto la croce in vetta sarà visibile: si segue la risalita lungo la pietraia fino ad arrivare sul crinale e da qui ci si arrampica fino in vetta.
Tempo permettendo, la posizione centrale garantisce un panorama sul gruppo Ortles-Cevedale e sui numerosi ghiacciai circostanti. È una salita escursionistica faticosa ma priva di difficoltà a parte la risalita del piccolo ghiacciaio di Rosim, comunque aggirabile su blocchi di roccia, molto frequentata per il grande panorama.
Via Pinggera
È la via della grande seraccata nord, aperta nel 1937 da Kurt Richter con Hans Sepp Pinggera e Joseph Pichler. Quando è in buone condizioni, di solito nei mesi di maggio e giugno, è un itinerario frequentato ed apprezzato che supera salti di ghiaccio di diverse inclinazioni (60°-70° con eventualmente qualche passo più ripido), valutato TD- per 700 m di dislivello.

### Galleria d'immagini

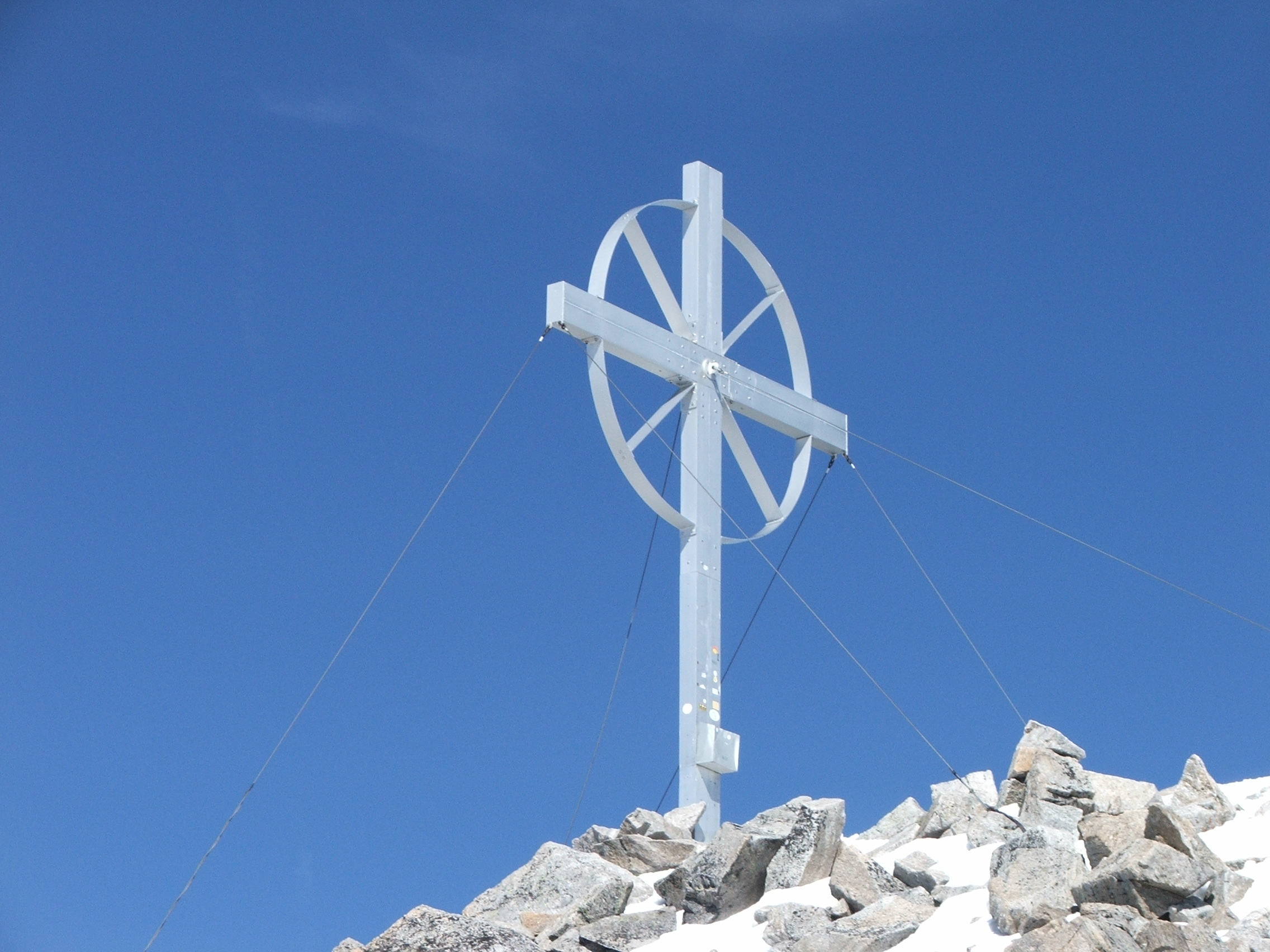
La croce in vetta
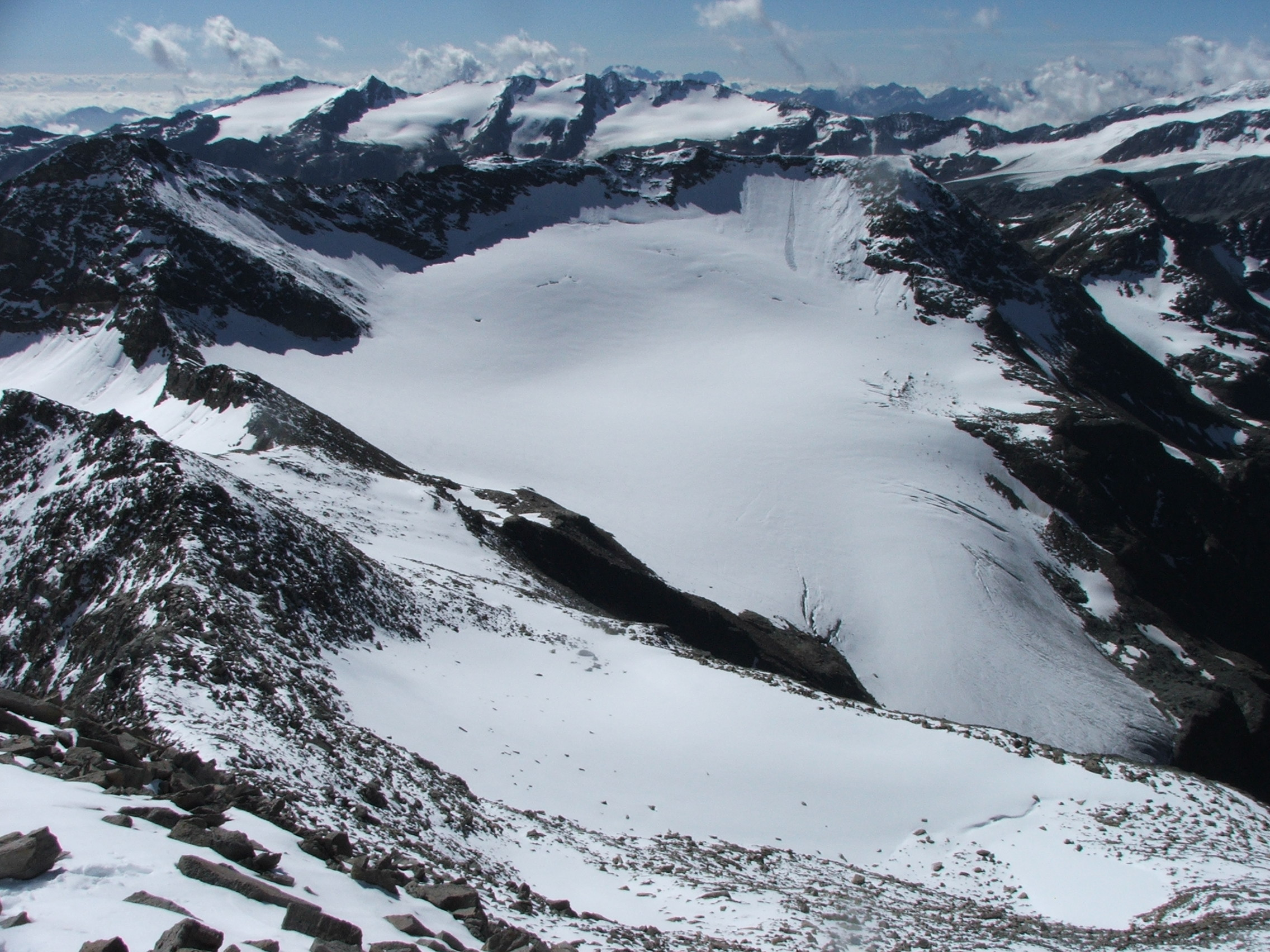
il panorama in vetta a metà agosto
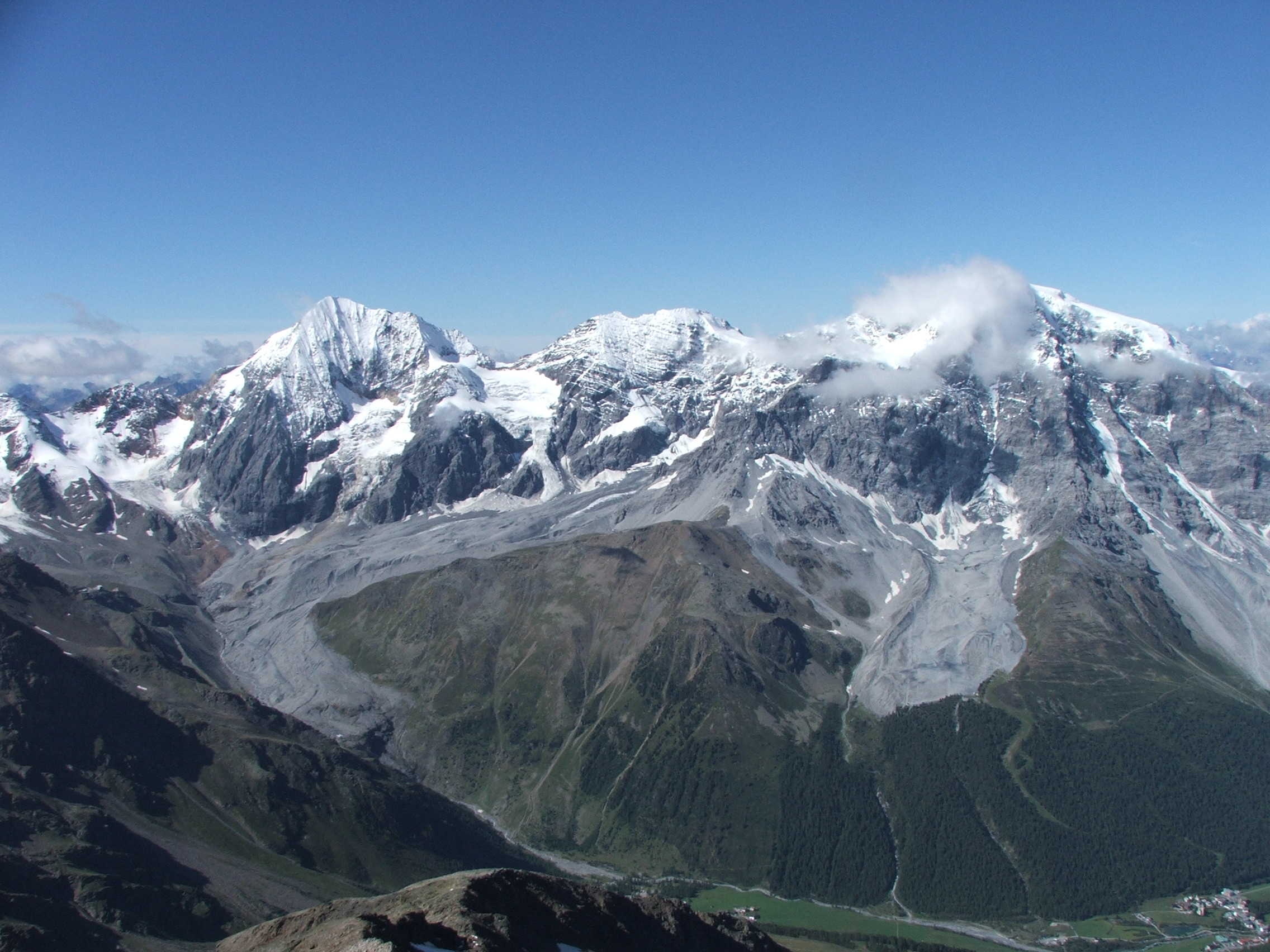
Vista su Gran Zebrù, Zebrù e Ortles dalla vetta
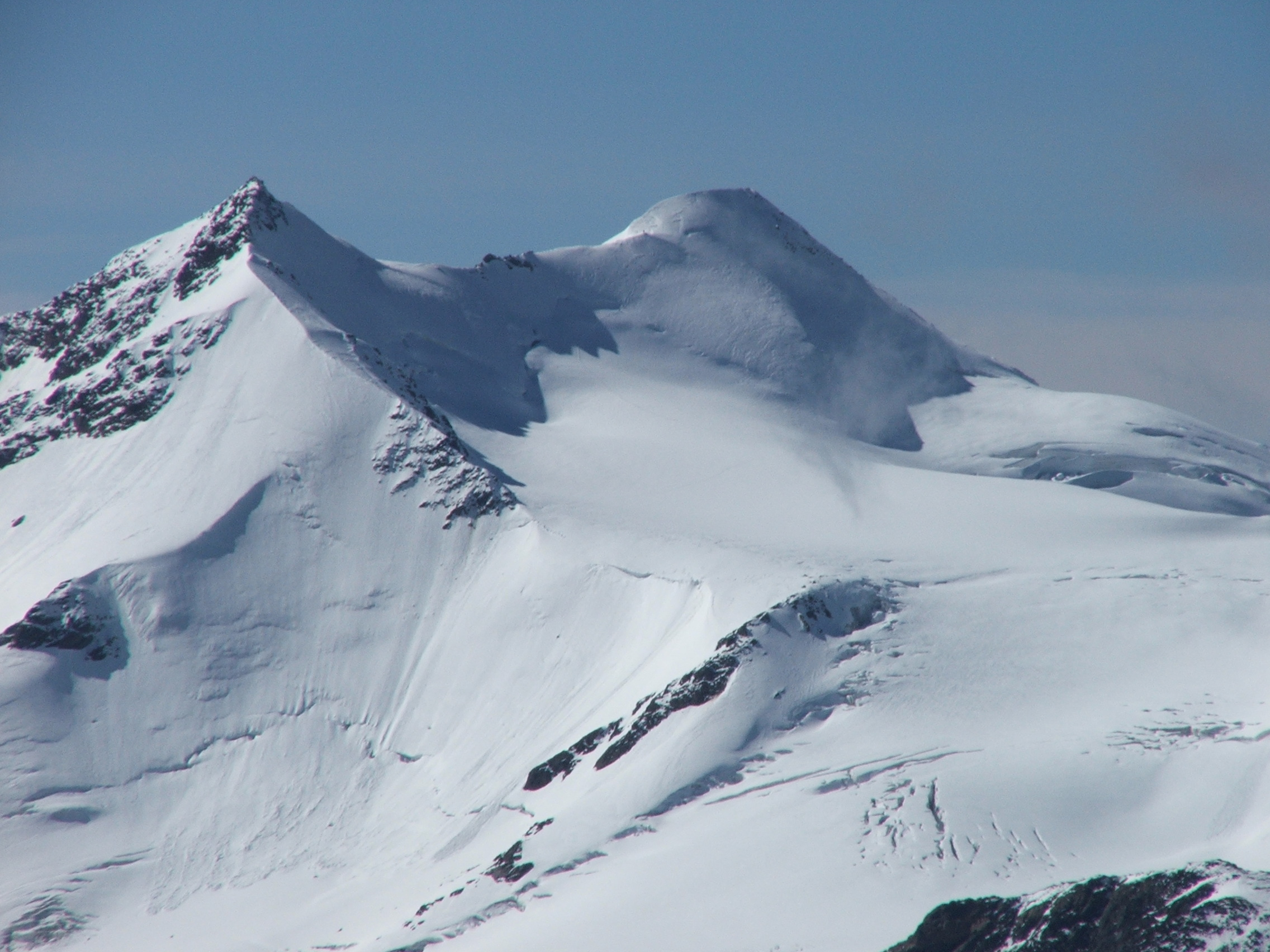
Zoom sul Cevedale dalla vetta